# Brigham (Wisconsin)
Brigham – miasto w Stanach Zjednoczonych, w stanie Wisconsin, w hrabstwie Iowa.